# Actaecia thomsoni
Actaecia thomsoni är en kräftdjursart som beskrevs av Green 1966. Actaecia thomsoni ingår i släktet Actaecia och familjen Actaeciidae. Inga underarter finns listade i Catalogue of Life.